# Gabriel Ángel Villa Vahos

Wappen von Gabriel Ángel Villa Vahos als Bischof von Ocaña

Gabriel Ángel Villa Vahos (* 17. Juni 1962 in Sopetrán) ist ein kolumbianischer Geistlicher und römisch-katholischer Erzbischof von Tunja.

## Leben
Gabriel Ángel Villa Vahos studierte am Priesterseminar in Santa Rosa de Osos und empfing am 25. Oktober 1989 die Priesterweihe für das Bistum Santa Rosa de Osos. Nach weiteren Studien erwarb er an der Päpstlichen Universität Gregoriana ein Lizenziat in Dogmatik.
Neben Aufgaben in der Pfarrseelsorge war er zeitweise Regens des diözesanen Priesterseminars sowie Bischofsvikar für die Seelsorge. Bei der Kolumbianischen Bischofskonferenz war er Leiter der Abteilung für die Dienste. Von Dezember 2010 bis August 2011 war er während der Sedisvakanz Diözesanadministrator des Bistums Santa Rosa de Osos. Seit 2011 leitete er die Abteilung für Berufungen und Dienste des Lateinamerikanischen Bischofsrates CELAM.
Papst Franziskus ernannte ihn am 15. Mai 2014 zum Bischof von Ocaña. Die Bischofsweihe spendete ihm der Apostolische Nuntius in Kolumbien, Ettore Balestrero, am 26. Juli desselben Jahres. Mitkonsekratoren waren der Bischof von Santa Rosa de Osos, Jorge Alberto Ossa Soto, und der Erzbischof von Medellin, Ricardo Tobón.
Papst Franziskus ernannte ihn am 11. Februar 2020 zum Erzbischof von Tunja. Die Amtseinführung fand am 24. März desselben Jahres statt.